# Bloody Mary (truyền thuyết dân gian)

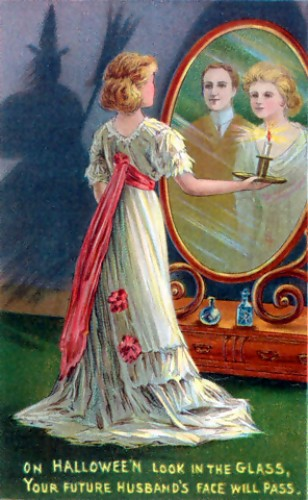
Một thiệp chúc mừng Halloween đầu thế kỷ 20 mô tả một nghi lễ bói toán trong đó một người phụ nữ nhìn vào gương trong một căn phòng tối để có thể nhìn thoáng qua khuôn mặt của người chồng tương lai. Bóng của một phù thủy xuất hiện ở bên trái bức tường.

Bloody Mary là một truyền thuyết dân gian về một bóng ma hoặc linh hồn được triệu hồi để tiết lộ tương lai. Bóng ma này được cho là sẽ xuất hiện trong gương khi tên của cô được hô vang liên tục. Việc Bloody Mary hiện hồn có thể là điều tốt hoặc xấu, tùy thuộc vào các biến thể lịch sử của truyền thuyết này. Những lần xuất hiện của Bloody Mary chủ yếu được "chứng kiến" bởi những người tham gia các trò chơi theo nhóm. Truyền thuyết về Bloody Mary là nguồn cảm hứng cho một số bộ phim, chương trình truyền hình và trò chơi video liên quan đến siêu nhiên.

## Nghi thức
Trong lịch sử, nghi thức bói toán này yêu cầu một người phụ nữ bước lên một cầu thang bằng cách lùi về phía sau, cầm một cây nến và một chiếc gương trên tay, trong một ngôi nhà tối om. Khi nhìn chằm chằm vào gương, người phụ nữ được cho là có thể nhìn thấy khuôn mặt của người chồng tương lai. Tuy nhiên, cũng có khả năng họ sẽ nhìn thấy một hộp sọ (hoặc khuôn mặt của Thần Chết), ám chỉ rằng họ sẽ chết trước khi có cơ hội kết hôn.
Ngày nay, Bloody Mary được cho là sẽ xuất hiện khi một cá nhân hoặc một nhóm người thực hiện nghi thức gọi để gọi tên cô ta. Nghi thức này diễn ra bằng cách liên tục hô vang tên của Mary ở một căn phòng thiếu sáng hoặc được thắp nến và có đặt một chiếc gương. Theo một số truyền thuyết, việc gọi tên phải được lặp lại mười ba lần (hoặc một số lần nhất định khác). Sau khi được triệu hồi, Bloody Mary được cho là sẽ xuất hiện dưới hình dạng của một xác chết, một phù thủy hoặc một bóng ma, có thể thân thiện hoặc xấu xa, và đôi khi cô ta được "nhìn thấy" bao phủ trong máu. Một số câu chuyện xung quanh các nghi thức cho biết linh hồn được gọi về sẽ la hét với những người tham gia, nguyền rủa, bóp cổ, đánh cắp linh hồn, uống máu của họ, thậm chí móc mắt họ ra. Một số biến thể của nghi thức còn gọi Bloody Mary bằng các tên khác như "Hell Mary" (Mary Địa ngục) hay "Mary Worth". Truyền thuyết đô thị về Hanako-san ở Nhật Bản cũng có nhiều nét tương đồng.

## Giải thích
Việc nhìn chằm chằm vào gương trong một căn phòng thiếu sáng trong thời gian dài có thể khiến người ta bị ảo giác. Người nhìn vào gương khi bị ảo giác có thể sẽ thấy các bộ phận trên khuôn mặt xuất hiện sự "tan chảy", biến dạng, biến mất hoặc xoay tròn, các yếu tố ảo giác khác, chẳng hạn như hình ảnh động vật hoặc khuôn mặt lạ. Giovanni Caputo thuộc Đại học Urbino đã viết về hiện tượng này, điều mà ông gọi là "ảo ảnh khuôn mặt lạ", được cho là hậu quả của "hiệu ứng nhận dạng phân ly", khiến hệ thống nhận diện khuôn mặt của não bị gặp vấn đề một cách không xác định. Những lời giải thích khả dĩ khác cho hiện tượng này cho rằng những ảo ảnh này, ít nhất là một phần, là do bị ảnh hưởng của hiện tượng sự mờ dần của Troxler, hoặc cũng có thể do người thực hiện nghi thức đã tự thôi miên chính mình.

## Nhận dạng
Có một số tranh luận về việc xác định Bloody Mary và liệu cô ấy có dựa trên một người phụ nữ có thật hay không. Một số nhân vật lịch sử đã được đưa ra làm ứng cử viên cho 'Mary' bao gồm Mary I của Anh (con gái của Henry VIII và Catherine xứ Aragon ), người đã thiêu sống khoảng 300 người theo đạo Tin lành bất đồng tôn giáo trong thời kỳ trị vì của bà. biệt danh của cô ấy là 'Mary đẫm máu'; Elizabeth Báthory , một nữ bá tước Hungary thế kỷ 17, người bị cáo buộc đã tra tấn và giết hại khoảng 660 bé gái và phụ nữ, tắm trong máu của họ và bị buộc tội ma cà rồng ; Mary Worth, người được xác định là một phụ nữ đã giết nô lệ trốn thoát khỏi miền Nam nước Mỹ thông qua Đường sắt ngầm hoặc một phụ nữ bị thiêu trên cọc trong các phiên tòa xét xử Phù thủy ở thời kỳ đầu hiện đại